# Crocifisso di Santa Croce

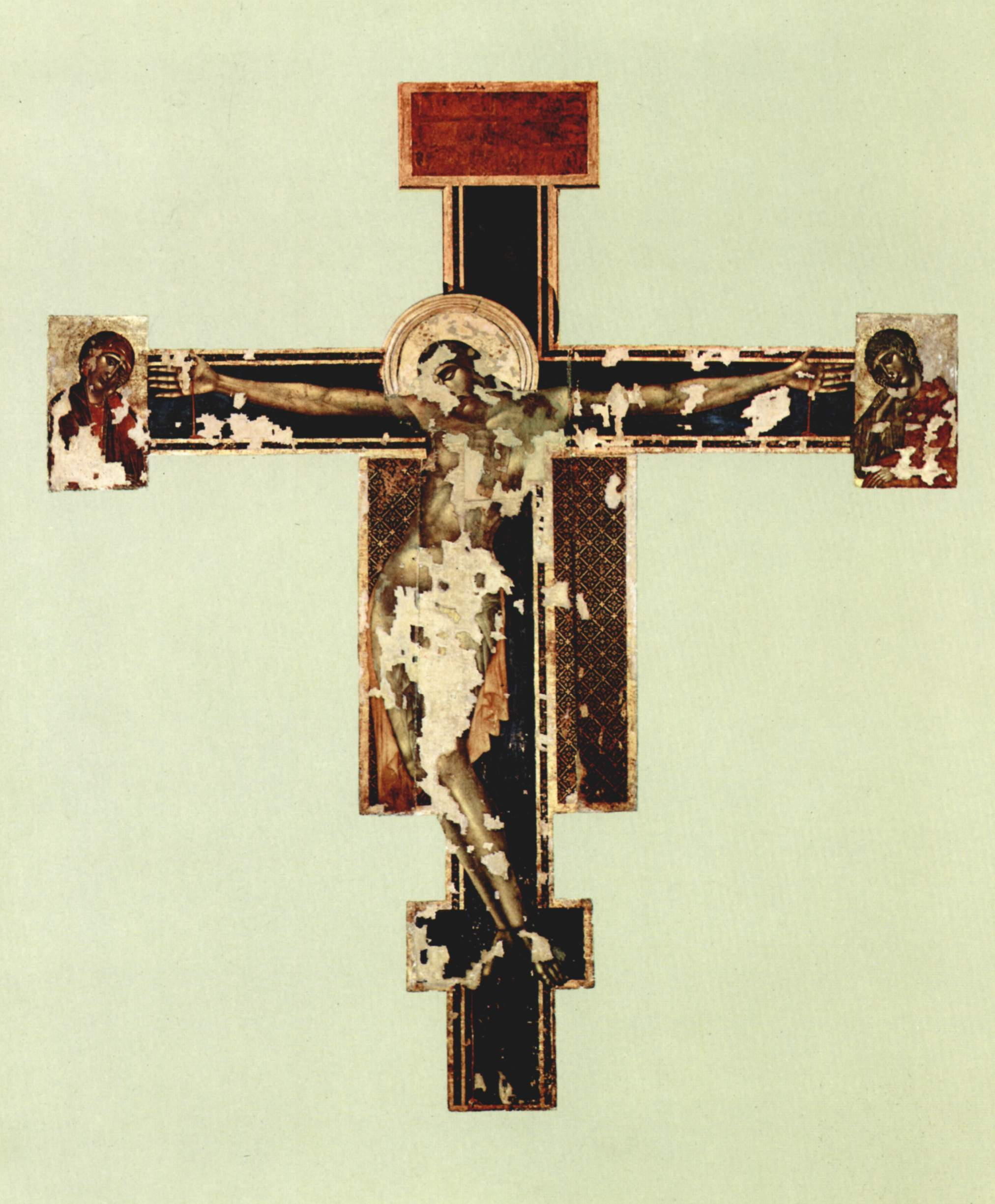
Danni dopo l'inondazione

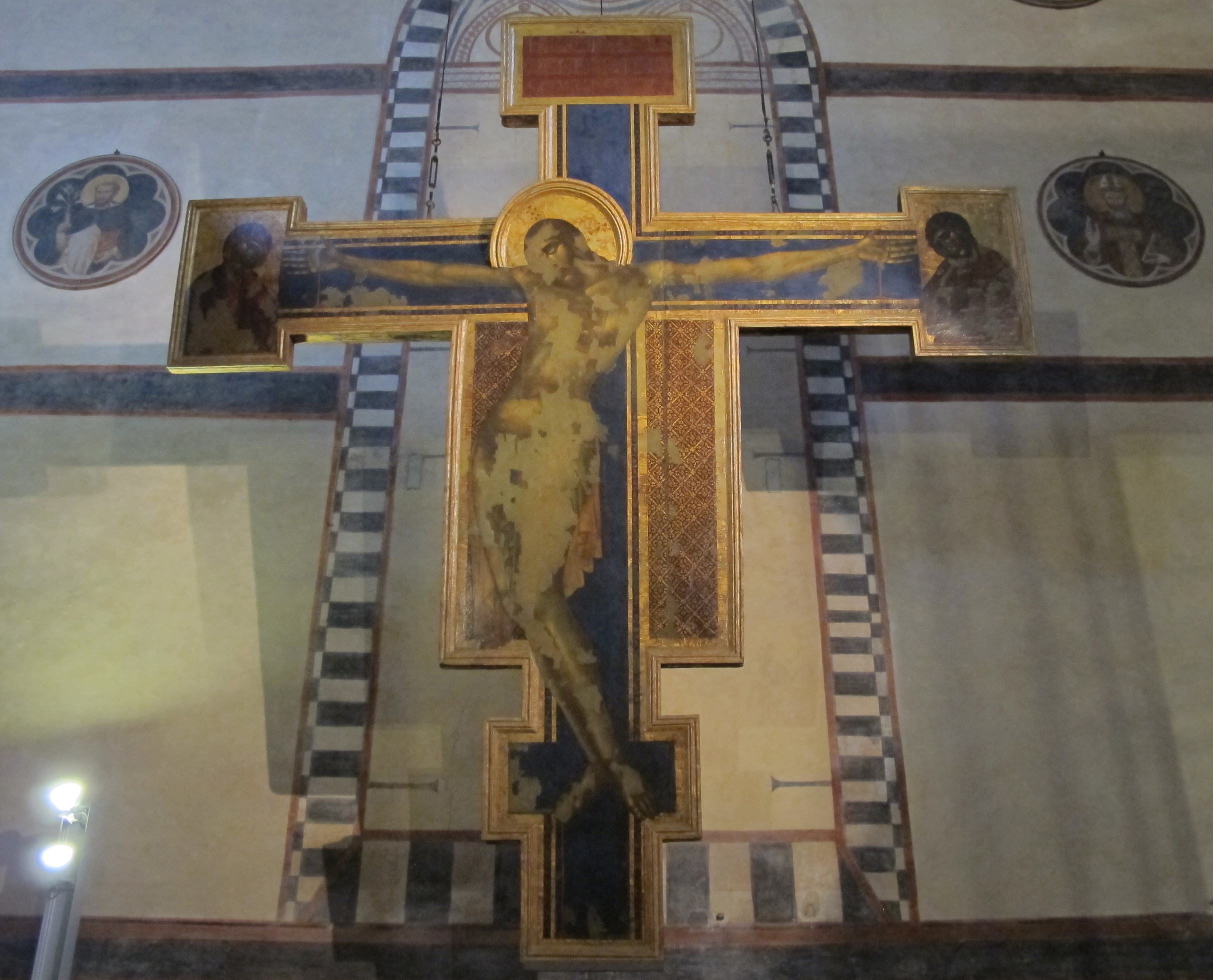
Il crocifisso oggi

Il Crocifisso di Santa Croce è un'opera di Cimabue, dipinta per la basilica di Santa Croce a Firenze dove tuttora è conservata. È databile al 1272-1280 circa ed è alto 4,48 metri e largo 3,90. È tristemente noto per aver subito danni importanti durante l'alluvione del 4 novembre 1966.

## Storia
La prima menzione scritta della croce risale al Memoriale di Francesco Albertini (1510), che la considerava da sempre esistente in chiesa. Tutte le fonti antiche (Albertini, Vasari, Borghini, Baldinucci, Bottari, ecc.) lo attribuiscono concordemente a Cimabue, ricordandolo nella basilica. Nel 1948 fu musealizzato agli Uffizi, ma dieci anni dopo, con la sistemazione del museo di Santa Croce, fece il suo ritorno al complesso francescano. Qui fu purtroppo semidistrutta durante l'alluvione di Firenze del 1966, venendo travolta dalle acque, che staccarono irrimediabilmente gran parte della superficie dipinta. Restaurata con la massima cura possibile, la superficie pittorica appare oggi perduta per amplissime porzioni. Nonostante ciò restano le fotografie a testimoniare lo straordinario valore dell'opera.
Nella sua storia critica recente l'opera suscitò numerosi dubbi, anche per le difficoltà di stabilire esattamente i contorni stilistici del corpus di Cimabue in generale. Alessandro Da Morrona negò l'autografia di Cimabue. Gaetano Milanesi, nel monumentale commento alle Vite del Vasari (1848), ritenendo di Cimabue la Madonna Rucellai non ne trovava convergenze stilistiche nella croce, che quindi non gli attribuì. Dubbi ebbero anche Cavalcaselle (1864, poi fautore dell'attribuzione tradizionale dal 1875), Thode, Venturi, Zimmermann (1899), Wackernagel (1902), van Marle, Sandberg Vavalà, Weigelt e Offner (1950). Garrison vi ha ravvistato la presenza di aiuti e White lo ha ritenuto opera di bottega. Senza dubbi fu l'attribuzione di Suida (1905) Aubert (1907), confermata poi da tutti gli altri studiosi. Oggi, per l'altissima qualità pittorica, la Croce è senza dubbio riferita al maestro, al massimo ammettendo una partecipazione della bottega in alcuni brani (Nicholson, Salvini, Garrison, Battisti, Boskovitz, Bellosi).

## Descrizione
La croce riporta l'iconografia del Christus patiens, cioè un Cristo morente sulla croce, con gli occhi chiusi, la testa appoggiata sulla spalla e il corpo inarcato a sinistra. Il corpo è longilineo e sinuoso e i colori sono arricchiti di una tonalità verde scuro che lo rendono cadaverico, in linea con la concezione dell'opera. Il perizoma è trasparente e rivela le anatomie sottostanti.
I lati della croce sono decorati con figure geometriche che ricordano un drappeggio. Nei terminali della croce (i due spazi nell'estremità dei bracci orizzontali) sono presenti due dolenti a mezzo busto in posizione di compianto, che guardando lo spettatore piegano la testa e l'appoggiano a una mano. Sono la Vergine e san Giovanni, a sinistra e destra rispettivamente.
In alto è presente il cartiglio I.N.R.I. per esteso. Il tondo in alto (la cimasa) è perduto. Il soppedaneo in basso (piedicroce o calvario) non è decorato.

## Stile
Come nel precedente crocifisso della chiesa di san Domenico ad Arezzo Cimabue fa qui uso di righe scure molto sottili, parallele e concentriche, tracciate con la punta del pennello, la cui densità si fa più alta nelle zone scure e più rada nelle zone chiare del corpo. Tuttavia, a differenza della precedente opera aretina il corpo non è diviso in aree circoscritte e ben distinte come fossero i pezzi di un'armatura scomponibile. I passaggi tra le varie aree del corpo avvengono sempre con passaggi graduali, modulazioni chiaroscurali sempre sfumate, mai nette.
La resa pittorica delicatamente sfumata rappresenta una rivoluzione, con un naturalismo commovente, forse ispirato anche alle opere di Nicola Pisano, e privo di quelle dure pennellate grafiche che si riscontrano nel crocifisso aretino. La luce adesso è calcolata e modella con il chiaroscuro un volume realistico: i chiari colori dell'addome, girato verso l'ipotetica fonte di luce, non sono gli stessi del costato e delle spalle, sapientemente rappresentati come illuminati con un angolo di luce diverso. Le ombre, appena accennate su pieghe profonde come quelle dei gomiti, sono più scure nei solchi tra la testa e la spalla, sul fianco, tra le gambe.
Ciò permette di imprimere volumetria all'intera figura e alle singole parti del corpo, dotando i muscoli di vigore e possanza, come del resto era già avvenuto nel precedente crocifisso, ma a differenza di questo si ha un maggiore realismo.
Vengono anche superati molti dei retaggi dell'arte bizantina, come la separazione netta tra i muscoli di braccio e avambraccio, adesso fusi a livello dei gomiti. Sfuma anche la linea di confine tra il palmo della mano e l'avambraccio, prima delimitata da una linea continua che era tracciata dal pollice fino al polso.
La figura intera è ancora più grave e sprofonda verso il basso trascinata dal suo stesso peso. L'inarcatura a sinistra è ancora più marcata e deborda oltre il margine della croce. La linea dei muscoli pettorali non è più orizzontale come in precedenza, ma inclinata. Passando dal primo crocifisso sopravvissuto di Assisi di Giunta Pisano del 1230-1240 circa, a quello pisano di san Ranierino dello stesso Giunta e databile al 1240-1250 circa, a quello di Bologna del 1250-1254, a quello di Arezzo di Cimabue (1270 circa) fino a quello attuale del 1280 circa, si osserva un progressivo incurvamento, come è evidente dal maggiore sprofondamento della linea dei muscoli pettorali verso il basso rispetto a quelle dei gomiti che adesso si fa, per la prima volta, obliqua.
Il perizoma, prima solcato dall'agemina bizantina, diventa trasparente e di una consistenza setosa e rivela l'anatomia sottostante.

### Datazione
La croce viene datata a poco dopo il viaggio a Roma dell'artista nel 1272 e comunque prima del 1280. La forte somiglianza con il crocifisso di Deodato Orlandi conservato al Museo di Villa Guinigi a Lucca, firmato e datato 1288 e anche tra le affinità del volto di Cristo con quello di alcuni personaggi di Corso di Buono nella chiesa di san Lorenzo a Montelupo fiorentino (1284) stabiliscono dei termini ante-quem per il crocifisso cimabuesco di Santa Croce.
Ma è stata soprattutto l'analisi stilistica ad essere rivelatrice. Si sono confrontati soprattutto il volto di Maria dolente con quelli delle Maestà, delle tavole con la Madonna e il Bambino e del crocifisso di Arezzo. Il volto di Maria ha ancora quella striatura bianca a delimitare il labbro superiore e quella spaccatura profonda, a forma di cuneo, nel punto in cui il sopracciglio incontra la radice del naso, che sono considerati tratti bizantini arcaicizzanti e che troviamo nella Vergine dolente del Crocifisso di San Domenico ad Arezzo (1270 circa), ma che non troviamo più nelle opere successive, dalla Maestà del Louvre e da quella della National Gallery londinese (1280 circa) in poi. Il caratteristico solco che parte dall'angolo dell'occhio e che attraversa tutta la guancia che Cimabue ha ereditato dal crocifisso bolognese di San Domenico di Giunta Pisano, è ben visibile nel crocifisso aretino di San Domenico, appena accennato qui e del tutto assente in seguito. Questi confronti collocano la croce tra il crocifisso di Arezzo e le due Maestà del Louvre e della National Gallery, tra il 1272 e il 1280.
Anche la nuova modalità descritta sopra con cui l'artista usa la punta del pennello per le modulazioni chiaroscurali avvicina l'opera alla Maestà del Louvre e alle opere successive, post-datando l'opera rispetto al crocifisso aretino. Il superamento di altri retaggi dell'arte bizantina, come la separazione netta tra i muscoli di braccio e avambraccio e la linea continua a dividere il palmo della mano e l'avambraccio, contribuiscono a post-datare l'opera rispetto al crocifisso aretino.
Indicative sono anche le vesti dei tre personaggi raffigurati: nessuno ha abiti con l'agemina, ampiamente utilizzata nel crocifisso di Arezzo e mai più usata in tutte le opere successive del maestro.

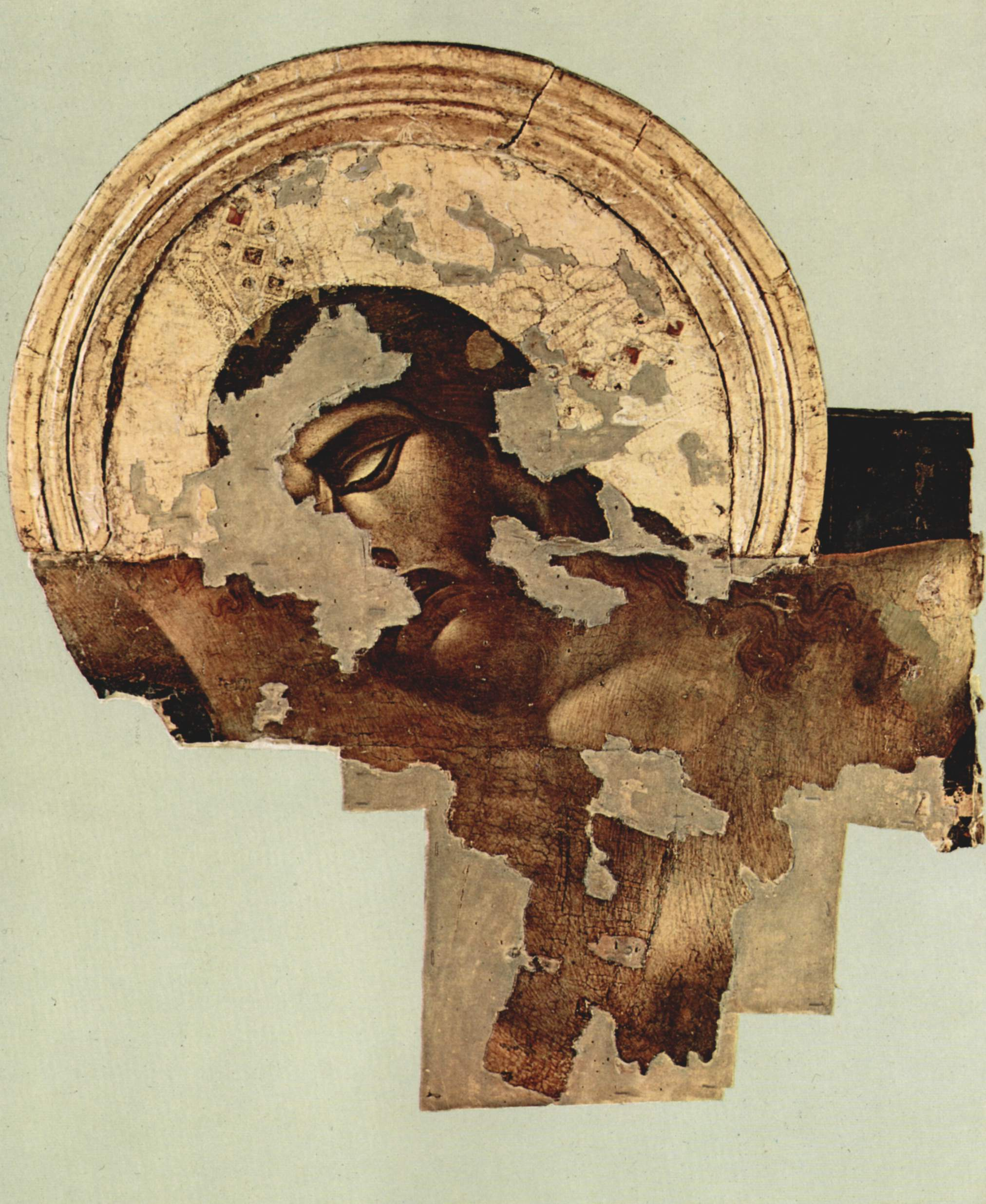
Dettaglio del volto e del petto
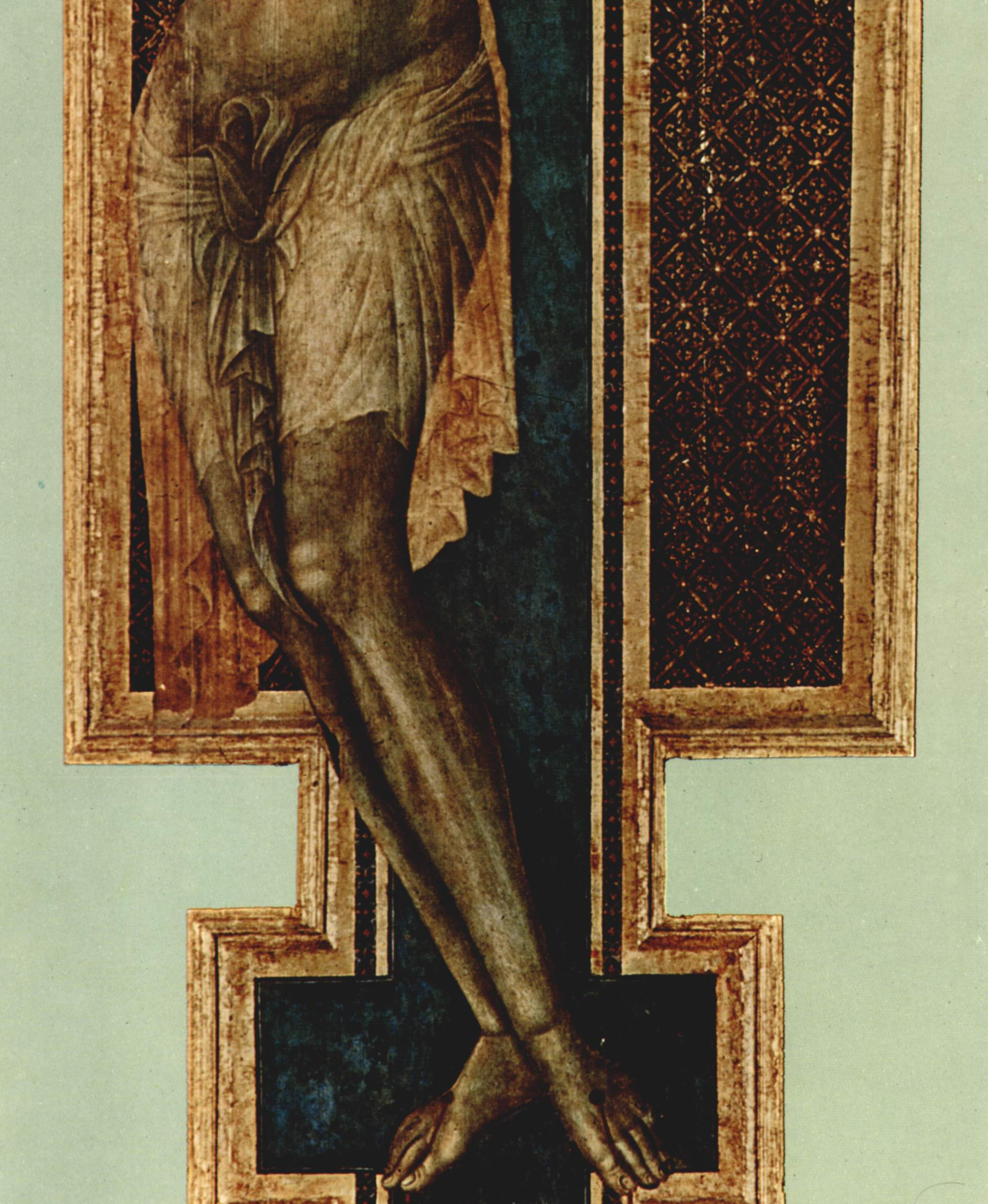
Dettaglio del panneggio
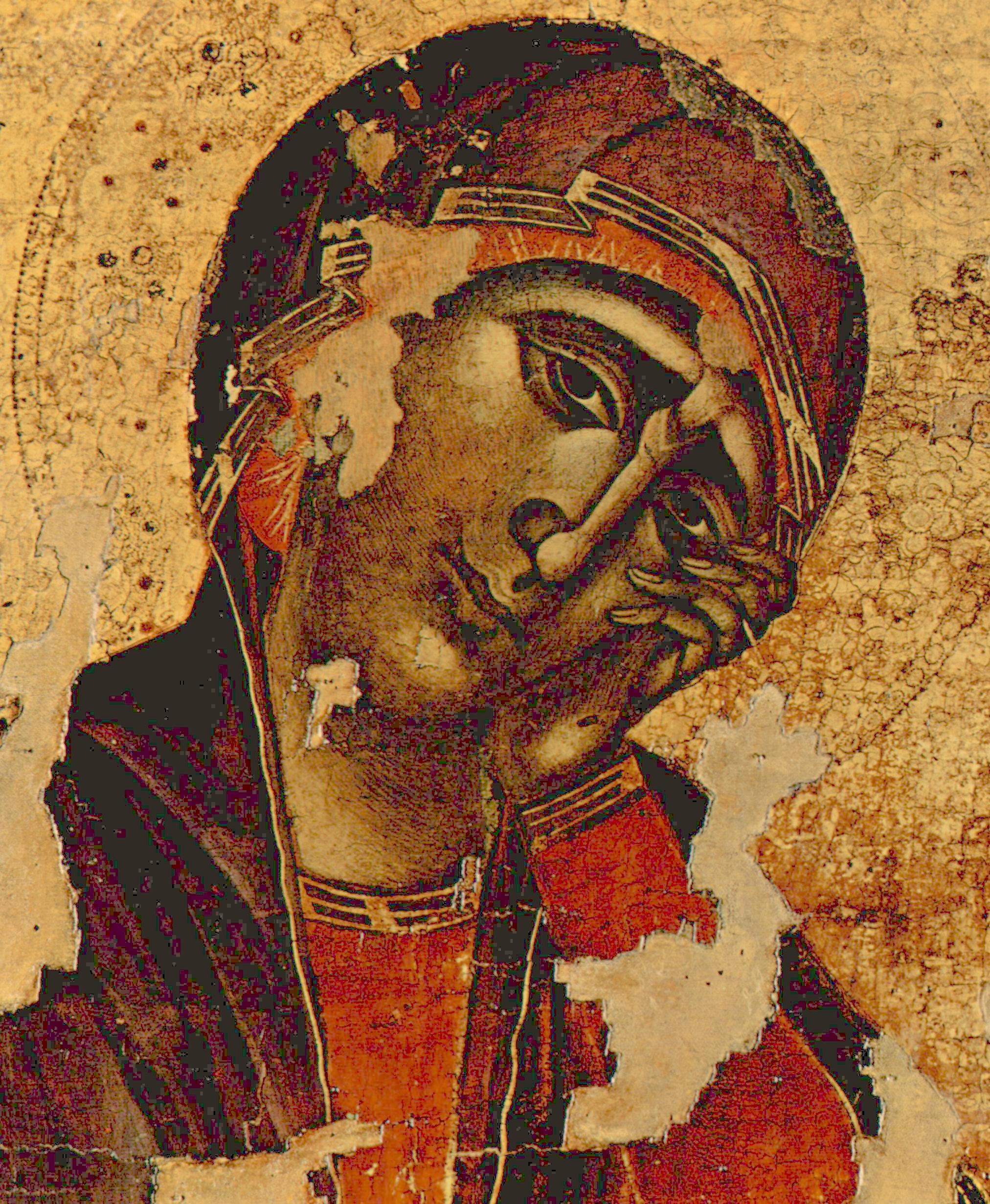
Madonna
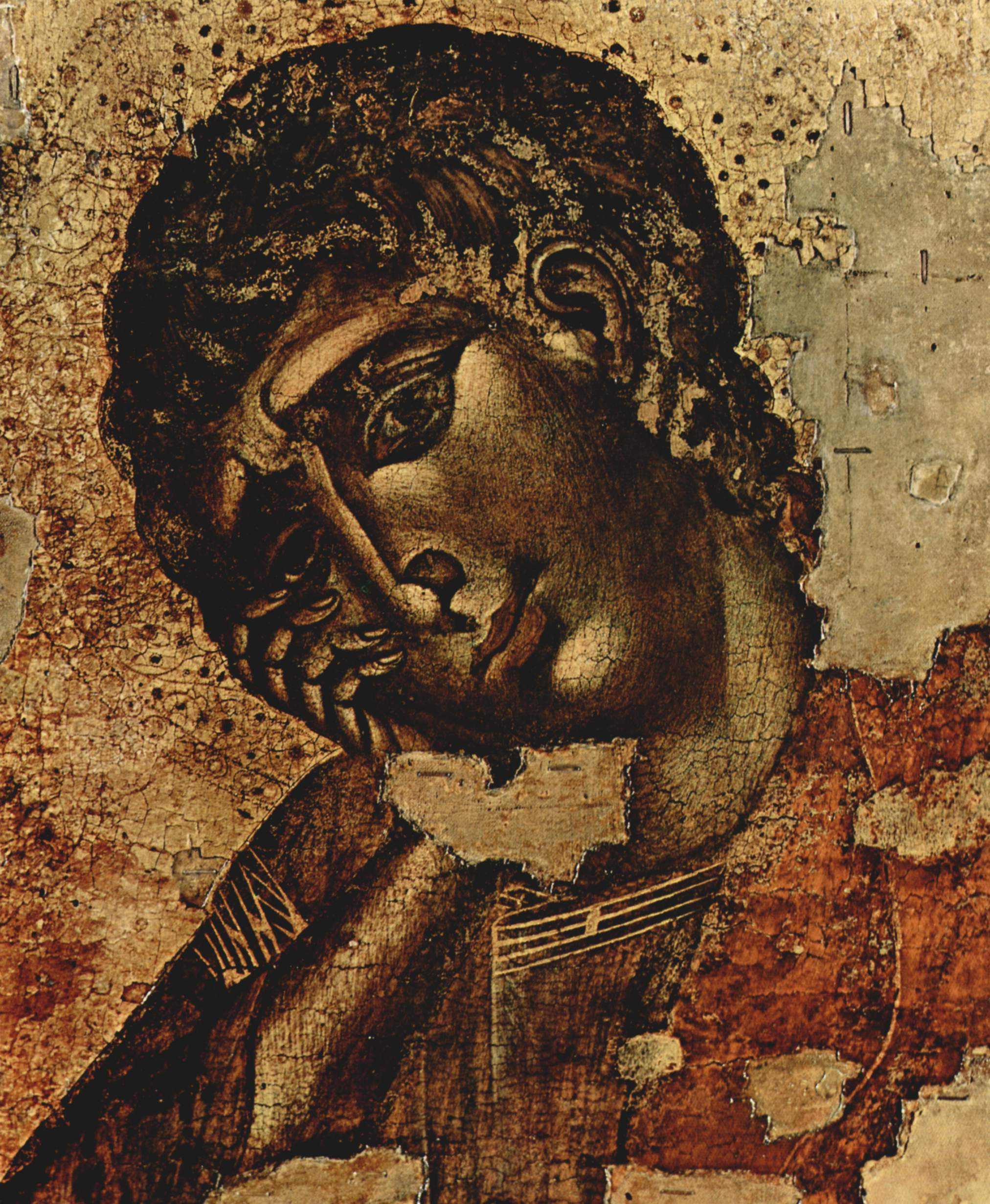
San Giovanni